# Vanessa asakurae
Vanessa asakurae är en fjärilsart som beskrevs av Matsumura 1908. Vanessa asakurae ingår i släktet Vanessa och familjen praktfjärilar. Inga underarter finns listade i Catalogue of Life.